# مشاري الحسيني
مشاري ظاهر معاشي فاضل الحسيني من مواليد دولة الكويت في عام 1966، نائب سابق في مجلس الأمة الكويتي.

## مسيرته السياسية
شارك مشاري في انتخابات مجلس الأمة الكويتي ديسمبر 2012، والتي أُجريت في 1 ديسمبر 2012، وفاز بعضوية مجلس الامة الكويتي (ديسمبر 2012) المُبطل بحكم المحكمة الدستورية، عن الدائرة الرابعة، وحصل علي المركز التاسع  بـ1,101 صوت وفاز بالانتخابات، وشارك أيضًا في انتخابات مجلس الأمة الكويتي 2013 حصل على المركز 34 بـ605 صوت وخسر الانتخابات.
وفي 27 يناير 2015، أصدرت محكمة الجنايات الكويتية قرارًا بحبس مشاري الحسيني و3 مُواطنون آخرون لمدة 3 سنوات مع الشغل والنفاذ بقضية شراء أصوات الناخبين في انتخابات مجلس الأمة 2013، كما قضت المحكمة بالحبس لـ14 مُتهمة سنتين مع وقف تنفيذ العقوبة 3 سنوات وتعهد بكفالة 300 دينار كويتي لكل منهن.

## المؤهلات العلمية
- بكالوريوس التربية 1996 - كلية التربية الأساسية دولة الكويت.
- ماجستير في النظرية والسياسة التربوية 2001، الولايات المتحدة الأمريكية.
- حائزة على درجة الامتياز مع مرتبة الشرف بمعدل عام 4\4. جامعة ومعهد ولاية فيرجينيا الولايات المتحدة الأمريكية.
- دكتوراه الفلسفة في القيادة والسياسات التربوية 2004.

## التدرج الوظيفي
- مدرس في وزارة التربية الكويتية مُنذ 1996 حتى 1998
- معيد بقسم الأصول والإدارة التربوية - كلية التربية الأساسية دولة الكويت 1998 حتى 2004
- عضو هيئة تدريس، قسم الأصول والإدارة التربوية - كلية التربية الأساسية دولة الكويت 2004 حتى 2012

## مواقفه في مجلس الأمة
| الكتل                                                 | مستقل - قبلي |
| إحالة استجواب الوزير أحمد الحمود إلى التشريعية (2013) | موافق        |
| تأجيل استجواب الوزير أحمد الحمود (2013)               | موافق        |
| المداولة الأولى لإسقاط الفوائد (2013)                 | موافق        |
| التصويت على مرسوم الصوت الواحد (2013)                 | موافق        |
| تأجيل استجواب الوزير سالم الأذينة (2013)              | موافق        |
| قانون مكافحة الإرهاب وغسل الأموال (2013)              | غير موجود    |
| تأجيل استجواب الوزير هاني حسين (2013)                 | موافق        |
| تأجيل استجواب الوزير مصطفى الشمالي (2013)             | موافق        |